# Léo Andrade
Leonardo de Andrade Silva, meglio noto come Léo Andrade (Curitiba, 18 aprile 1998), è un calciatore brasiliano, difensore dei Suwon Bluewings.

## Caratteristiche tecniche
È un difensore centrale.

## Carriera
Cresciuto nel settore giovanile del Coritiba, nel 2018 debutta in prima squadra dove gioca 7 incontri del Campionato Paranaense e 3 in Coppa del Brasile. Il 31 luglio 2019 viene acquistato a titolo definitivo dal Marítimo, che lo aggrega alla propria seconda squadra militante nel Campeonato de Portugal. Nel 2020 passa in prima squadra ed il 30 novembre debutta in Primeira Liga giocando l'incontro perso 2-1 contro il Benfica.

## Statistiche
Statistiche aggiornate al 3 gennaio 2021.

### Presenze e reti nei club
| Stagione        | Squadra         | Campionato      | Campionato | Campionato | Coppe nazionali | Coppe nazionali | Coppe nazionali | Coppe continentali | Coppe continentali | Coppe continentali | Altre coppe | Altre coppe | Altre coppe | Totale | Totale | Totale |
| Stagione        | Squadra         | Comp            | Pres       | Reti       | Comp            | Pres            | Reti            | Comp               | Pres               | Reti               | Comp        | Pres        | Reti        | Pres   | Reti   |        |
| --------------- | --------------- | --------------- | ---------- | ---------- | --------------- | --------------- | --------------- | ------------------ | ------------------ | ------------------ | ----------- | ----------- | ----------- | ------ | ------ | ------ |
| 2018            | Coritiba        | A1/PR+B         | 0+7        | 0          | CB              | 3               | 0               |                    | -                  | -                  |             | -           | -           | 10     | 0      |        |
| 2019-2020       | Marítimo B      | CdP             | 18         | 2          |                 | -               | -               |                    | -                  | -                  |             | -           | -           | 18     | 2      |        |
| 2020-2021       | Marítimo B      | CdP             | 1          | 0          |                 | -               | -               |                    | -                  | -                  |             | -           | -           | 1      | 0      |        |
| 2020-2021       | Marítimo        | PL              | 3          | 0          | CP              | 1               | 0               |                    | -                  | -                  |             | -           | -           | 4      | 0      |        |
| Totale carriera | Totale carriera | Totale carriera | 29         | 2          |                 | 4               | 0               |                    | -                  | -                  |             | -           | -           | 33     | 2      |        |

## Palmarès

### Club

#### Competizioni nazionali
- Pervaja Liga: 1

Chimki: 2023-2024